# Tywyn (Gwynedd)

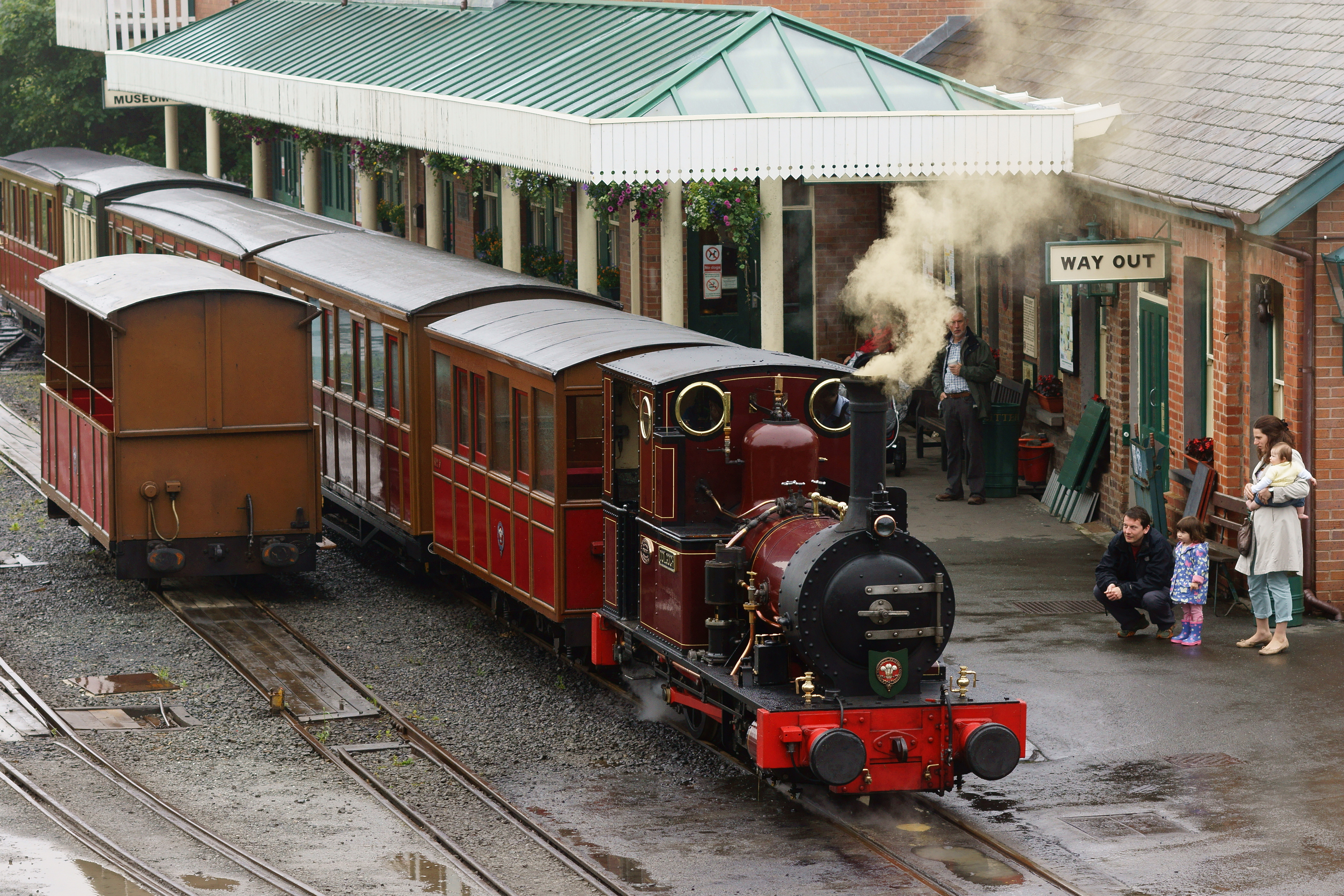
La stazione di Tywyn.

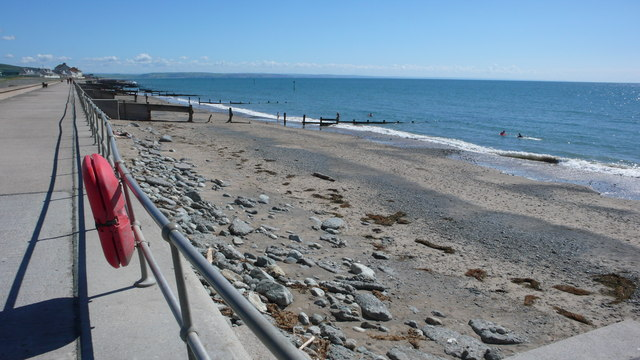
Spiaggia di Tywyn.

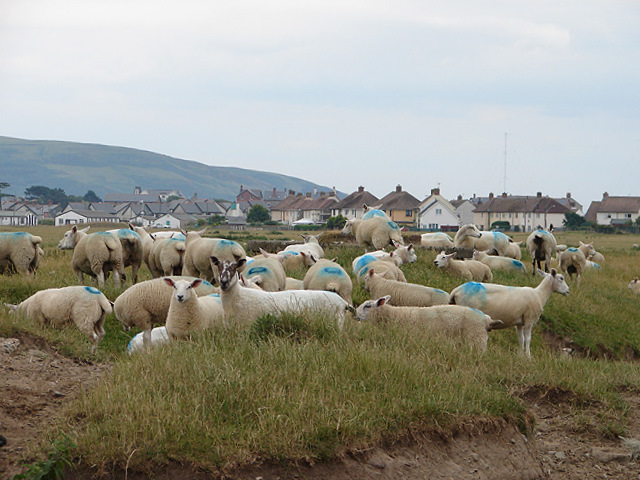
Un gregge di pecore a Tywyn.

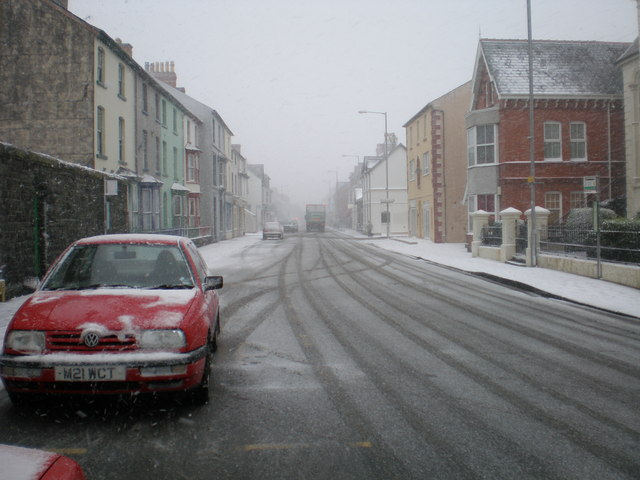
Tywyn in una giornata invernale.

Tywyn, conosciuta anche come Towyn (forma anglicizzata, in disuso; 3.000 ab. ca.), è una popolare località balneare del Galles nord-occidentale, affacciata sulla Baia di Cardigan (Mare d'Irlanda), facente parte della contea di Gwynedd (contea storica: Merionethshire) e situata ai margini sud-occidentali del parco nazionale di Snowdonia

## Etimologia
Il toponimo gallese Tywyn significa letteralmente "costa", "spiaggia".

## Geografia fisica

### Collocazione
Tywyn (da non confondere con l'omonima località del Galles nord-orientale) è situata all'incirca a metà strada tra Barmouth ed Aberystwyth (rispettivamente a sud della prima e a nord della seconda), a circa 7 km a nord di Aberdyfi/Aberdovey e a circa 25 km ad ovest di Machynlleth. È inoltre situata ad un miglio dall'estuario del fiume Dyssini.

## Società

### Evoluzione demografica
Al censimento del 2001, Tywyn contava una popolazione pari a 3.085 abitanti.
Di questi, il 40,5% si è dichiarato parlante della lingua gallese.

## Storia
La fondazione della città risale almeno al VII secolo.

## Edifici e luoghi d'interesse

### Chiesa di San Cadfan
La chiesa parrocchiale, dedicata a San Cadfan, è un edificio risalente al XII secolo.
Al suo interno conserva la cosiddetta "Pietra di San Cadfan" o "Pietra di Tywyn", una pietra rinvenuta nel XVII secolo e risalente all'VIII-IX secolo, che reca la più antica iscrizione in lingua gallese di cui si abbia conoscenza.
|  |

## Economia

### Turismo
Tra le principali attrazioni turistiche della cittadina, vi è la Talyllyn Railway, una ferrovia a scartamento ridotto, di 0,686 m, che collega Tywyn ad Abergynolwyn: realizzata nel 1865 per consentire il trasporto dell'ardesia estratta dalle cave di Bryn Eglwys, è stata riconvertita in ferrovia turistica nel 1950.
|  |  |